# 泥阳镇
泥阳镇，是中华人民共和国甘肃省陇南市徽县下辖的一个乡镇级行政单位。

## 行政区划
泥阳镇下辖以下地区：
泥阳镇社区、雷庄村、李磨村、柳巷村、文庄村、苟庄村、中集村、寇庄村、冉庄村、乔王村、朱杨村、张垭豁村、郑垭村和成庄村。